# Semiothisa tenuilineata
Semiothisa tenuilineata là một loài bướm đêm trong họ Geometridae.